# Werena
Werena — imię żeńskie, prawdopodobnie pochodzące od łacińskiego verus - "prawdziwy". Patronką tego imienia jest św. Werena, pielęgniarka, z III wieku.
Werena imieniny obchodzi 1 września.
Postacie fikcyjne noszące imię Werena:
- Verena — w świecie Warhammera (gry fabularnej i bitewnej) bogini nauki, mądrości, rozwagi i sprawiedliwości